# Пхукет (гори)
Пхукет (тай. ทิวเขาภูเก็ต, Thio Khao Phuket, tʰiw kʰǎw pʰuː.kèt) — гірський хребет на півостріві Малакка, у Таїланді.
Протяжність хребта складає близько 250 км. Максимальна відмітка — 1465 м. Гори складені гранітами, гнейсами, кристалічними сланцями і вапняками. Хребет глибоко розчленований і в деяких місцях розпадається на окремі масиви. На схилах ростуть вічнозелені тропічні ліси.

## Ресурси Інтернету
- статья из БСЭ  [Архівовано 6 вересня 2008 у Wayback Machine.]